# Tari Topeng

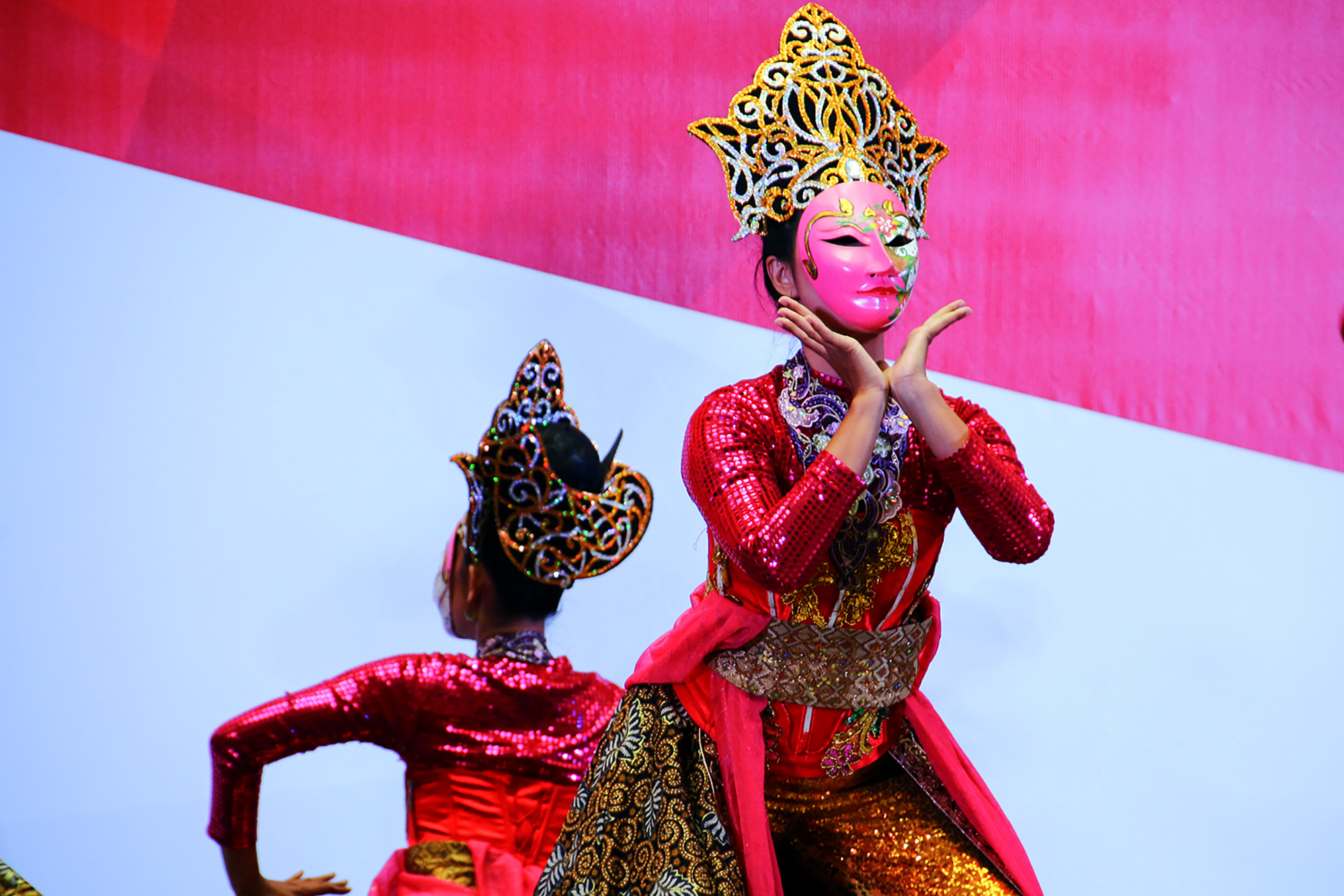
Moderner Tari Topeng

Tari Topeng (indonesisch) ist ein indonesisches Tanztheater mit einem oder mehreren Maskentänzern (dalang topeng), die begleitet von einem klassischen Orchester (gamelan) Figuren aus einer historischen Erzählung verkörpern. Teilweise sprechen oder singen die Tänzer, früher bewegten sie sich zu dem von einem Erzähler (dalang) gesprochenen Text.

## Geschichte
Masken werden in Indonesien in Tänzen, die ein Teil traditioneller Zeremonien oder Nacherzählungen von alten Geschichten sind, schon lange verwendet. Einige Stämmen in Indonesien verwenden Masken immer noch für künstlerische, traditionelle und kulturelle Aktivitäten. Bei Herstellung der Masken auf Java dienten klassische Geschichten des Ramayana, des Mahabharata und des jawanischen Prinzen Panji als Hauptinspiration.
Wer den ersten Maskentanz aufgeführt hat, ist nicht geklärt. Im Gedicht Nagarakretagama aus dem 14. Jahrhundert findet sich eine der ersten schriftlichen Aufzeichnungen über den Tari Topeng. König Hayam Wuruk von Majapahit wird mit einer goldenen Maske als begabter Maskentänzer beschrieben. Die heutige Maskentanzformen entstanden im 15. Jahrhundert auf Bali, auf Madura und auf Java, insbesondere in den Städten Cirebon, Yogyakarta und Malang.

## Variationen

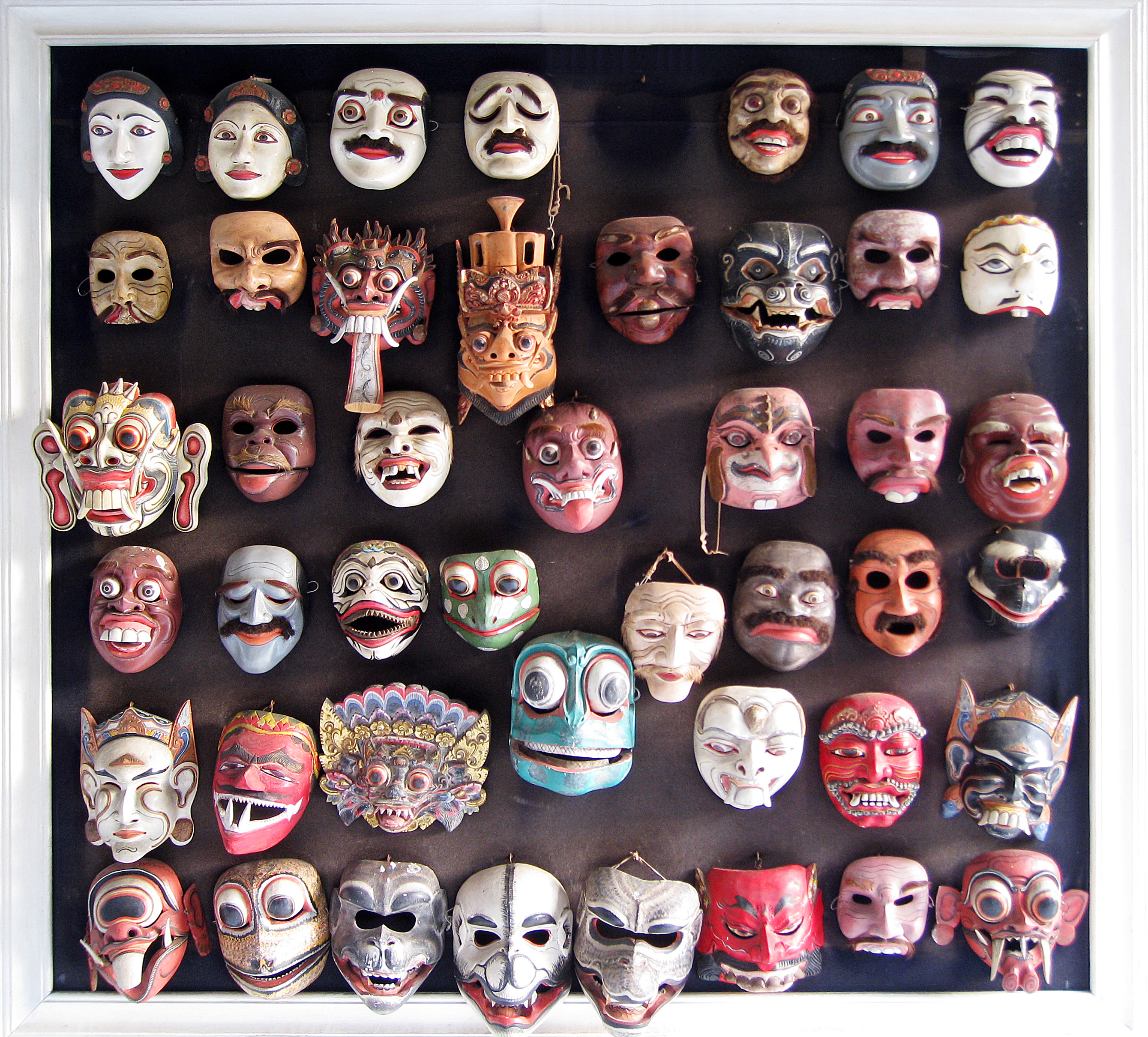
Balinesische Masken

Es gibt viele Arten des Tari Topeng in Indonesien mit regionalen Unterschieden.

### Tari Topeng Bali
Die Existenz von Masken in der balinesischen Gesellschaft ist eng mit hinduistischen religiösen Zeremonien verbunden. Der balinesische Maskentanz ist eine Tradition voller magischer Rituale und heiliger Künste. Darüber hinaus bringen die Masken der Gesellschaft Glück, Frieden und Sicherheit.
Die Maskenaufführung beginnen mit einer Reihe nicht sprechender maskierter Charaktere, die oft nicht mit der aufgeführten Geschichte zusammenhängen. Zu diesen traditionellen Masken gehören häufig Topeng Manis (der Held), Topeng Kras (der Krieger) und Topeng Tua (ein lustiger Greis).

### Tari Topeng Betawi
Dieser Maskentanz kommt aus Betawi, Jakarta. Dieser Tanz ist eine Kombination aus Tanz, Musik und Gesang. Wie eine Theater- oder Opernaufführung tanzen Tänzer zu Musik und Gesang. Durch viel Bewegung ist der Tari Topeng Betawis sehr theatralisch und kommunikativ.

### Tari Topeng Ireng

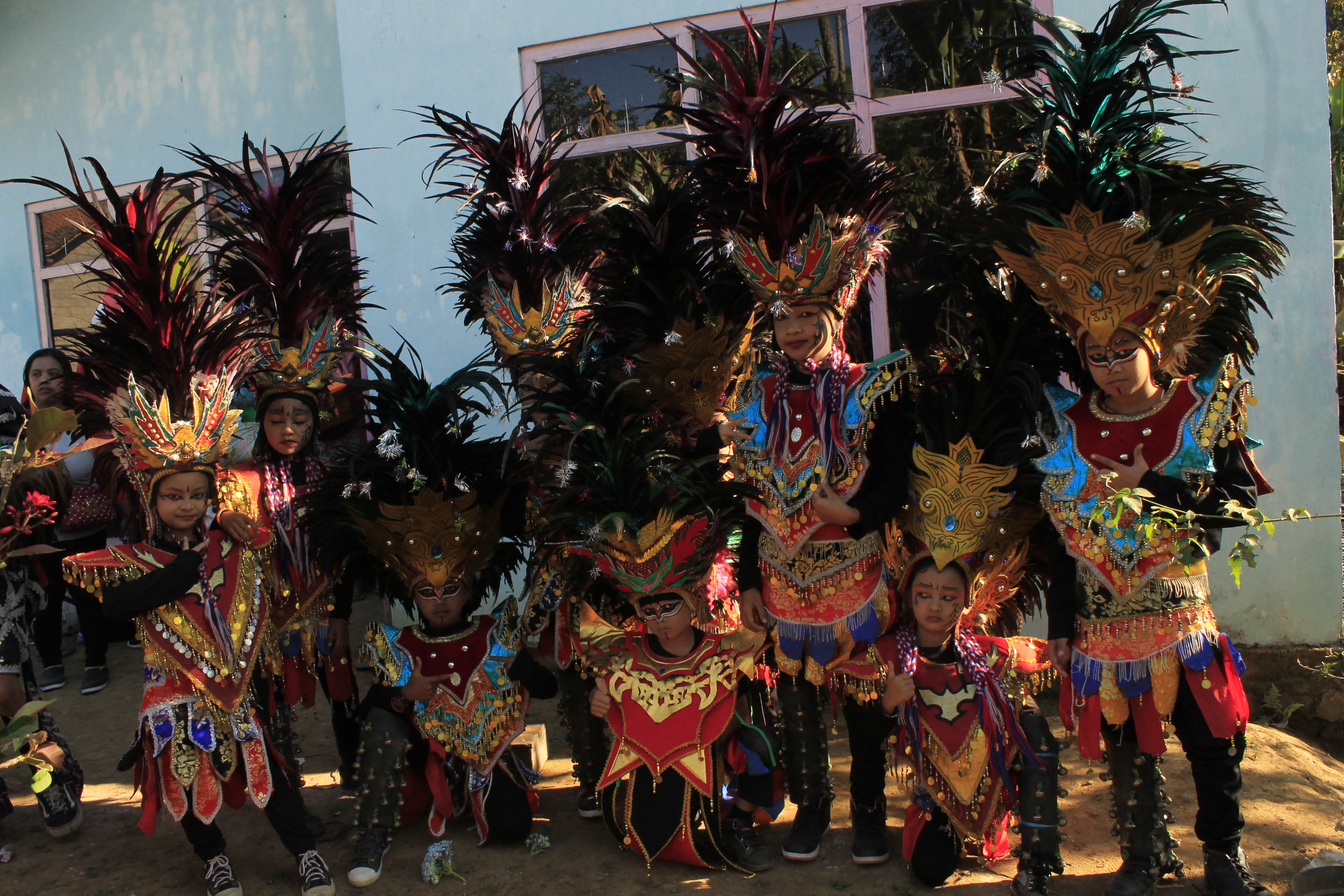
Tari Topeng Ireng

Der Tari Topeng Ireng ist ein traditioneller Volkstanz, der sich in Magelang in Zentraljava entwickelt hat. Das besondere des Tari Topeng Ireng sind die Kostüme der Tänzer, die mit zahlreichen bunten Federn geschmückt sind. Neben einem Quastenrock tragen die Tänzer Gladiatorenstiefel, die aus bis zu 200 Ringen bestehen. Dadurch wird bei jeder Bewegung ein lautes Klingeln verursacht.

### Tari Topeng Jogja

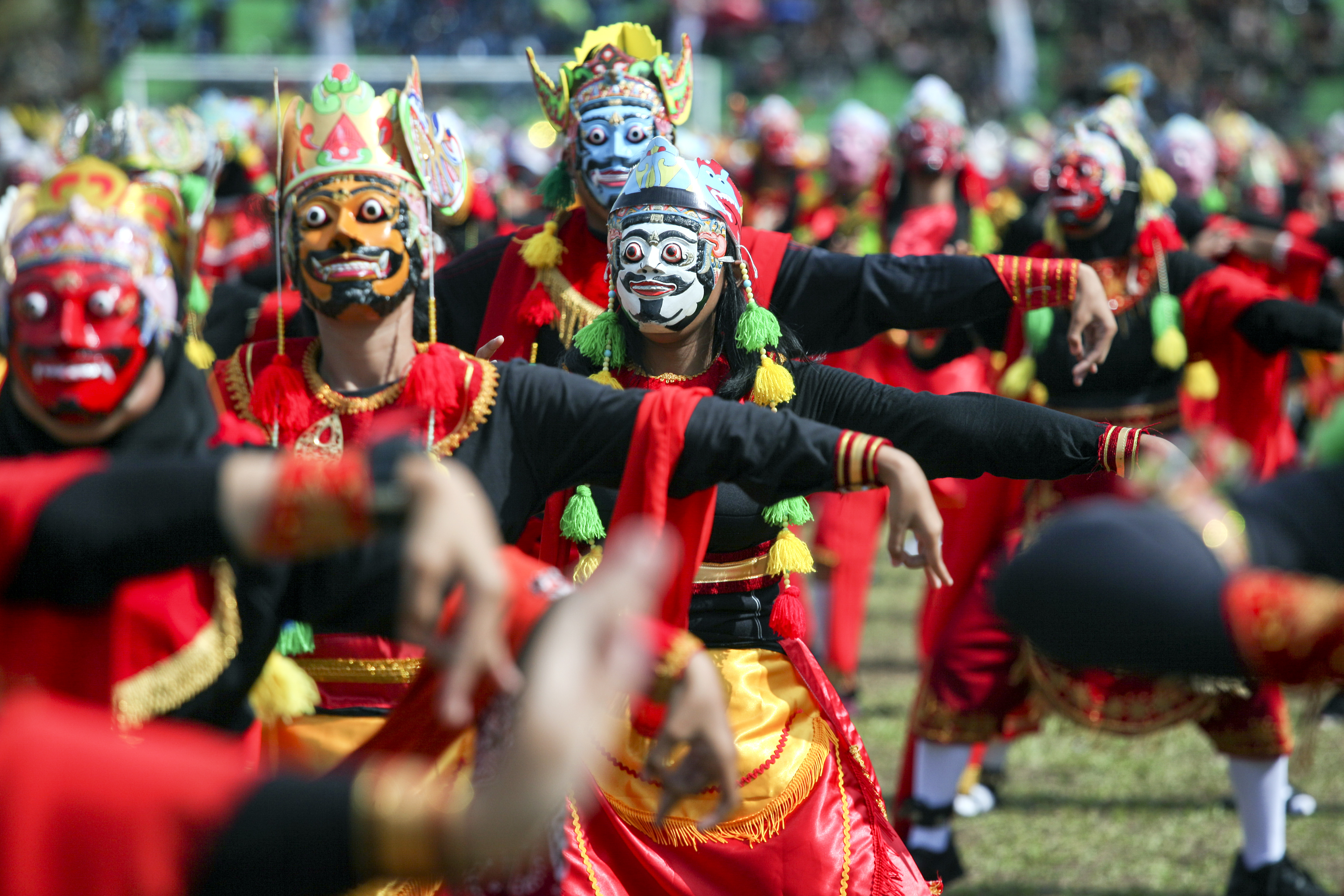
Tari Topeng Malang

In der Tradition von Yogyakarta ist der Maskentanz ein Teil der Wayang Wong – Aufführungen, die von Sultan Hamengkubuwono I initiiert wurden. Figuren wie Wanara (Affen) und Denawa (Riesen) aus dem Ramayana und Mahabharata verwenden Masken. Ritter und Prinzessinnen tragen jedoch keine. Die vier clownartigen Diener des Helden, die sogenannten Punakawan tragen Halbmasken, damit sie frei und klar sprechen können. Bekannte Tänze sind Klono Alus Jungkungmandeya und Klono Gagah Dasawasisa, die aus dem Mahabharata adaptiert wurden.

### Tari Topeng Malang
In Ostjava wird der Maskentanz auch Wayang Topeng genannt. In der Regel beinhalten die Theateraufführungen von Wayang Topeng Erzählungen aus den Panji-Geschichten, insbesondere die Romanzen des Prinzen Panji.

### Tari Topeng Surakarta

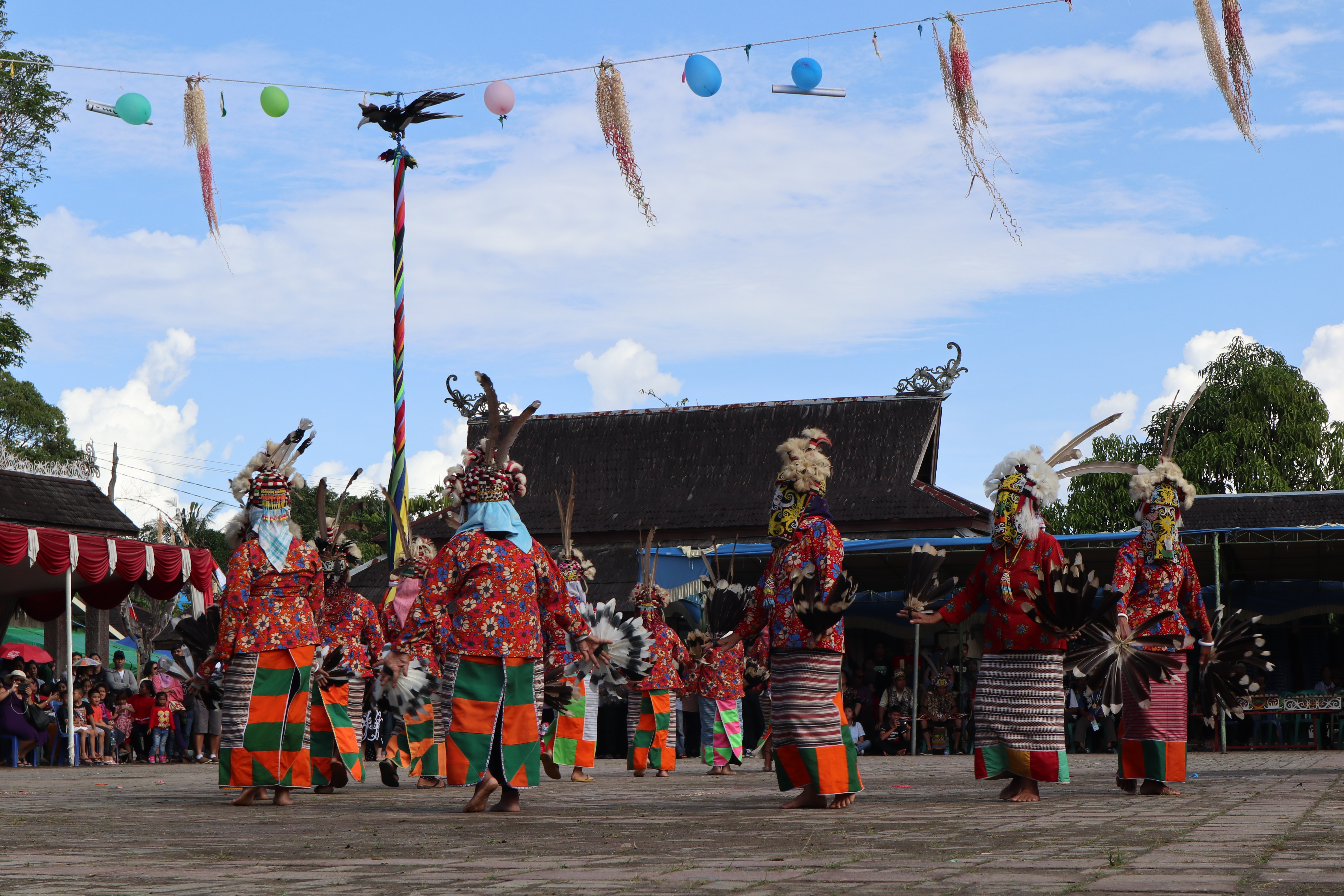
Tari Hudoq

Die Masken aus Surakarta verfügen über einen ähnlichen Stil und ein ähnliches Thema wie die Varianten aus Yogyakarta. Die Unterschiede liegen in der Handwerkskunst der Masken. In Surakarta werden die Haare auf der Maske aus echten Haaren oder Fasern hergestellt. In Yogyakarta dagegen werden sie nur mit schwarzer Farbe aufgemalt. Ähnlich wie in Yogyakarta verwenden die Punakawan in Surakarta häufig eine kieferlose Halbmaske.

### Tari Hudoq
Auf Borneo verwenden die Dayak Masken in ihrem Hudoq-Tanz, der häufig in religiösen Zeremonien der Dayak aufgeführt wird. Dieser Tanz soll Pflanzenschädlinge vertreiben und die Ernte sichern. Die verwendeten Masken sind schwarz, weiß und rot. Sie symbolisieren die Kraft der Natur, die die Pflanzen mit Wasser bis zur Erntezeit schützt.

### Reog Ponorogo
Dieser traditionelle Trancetanz aus Ponorogo, Ostjava wird in einer offenen Arena aufgeführt. Der Haupttänzer ist eine Figur mit Löwenkopf (Barong) und mit Pfauenfedern dekoriert. Daneben gibt es verschiedene Maskentänzer.